# Pascal Ribéreau-Gayon
Pour les articles homonymes, voir Gayon et Ribéreau.
Pascal Marie André Ribéreau-Gayon, né le 4 juin 1930 à Bordeaux et mort le 16 mai 2011 dans la même ville, est un universitaire français. Il a été le directeur de l'Institut d'œnologie de l'université Bordeaux-II.

## Biographie

### Famille
Son arrière-grand-père, Ulysse Gayon, est assistant de Louis Pasteur ; il s'installe à Bordeaux en 1880 où il met au point la bouillie bordelaise à base de sulfate de cuivre, contre certaines maladies cryptogamiques de la vigne.
Son père, Jean Ribéreau-Gayon, crée l'Institut d'œnologie de Bordeaux en 1949, et découvre notamment le processus de la fermentation malolactique avec Émile Peynaud en 1949.

### Travaux
Pascal Ribéreau-Gayon fait entrer dans les chais la chromatographie sur papier, qui permet de mesurer l'avancement de la fermentation malolactique ; elle est maîtrisée entre 1963 et 1972.

## Œuvres
Il est l'auteur du Traité d'Œnologie, référence bibliographique dans le monde du vin,,. Cet ouvrage est actualisé régulièrement avec les diverses avancées et thèses réalisées en œnologie ; en 2017 paraît la 7e édition, en deux volumes : 
- Tome 1, Microbiologie du vin, Vinifications
- Tome 2, Chimie du vin, Stabilisation et traitements

Il a aussi dirigé des ouvrages de vulgarisation sur les vins de France :
- Les Vins de France, avec la collaboration de l'Institut national des appellations d'origine, Paris, Hachette, 1989  (ISBN 2-01-012210-0)
- Atlas Hachette des vins de France, avec la collaboration de l'INAO (édition mise à jour du précédent), Paris, Hachette Livre/INAO, 1995  (ISBN 2-01-236114-5)